# Rezerwat przyrody Linje

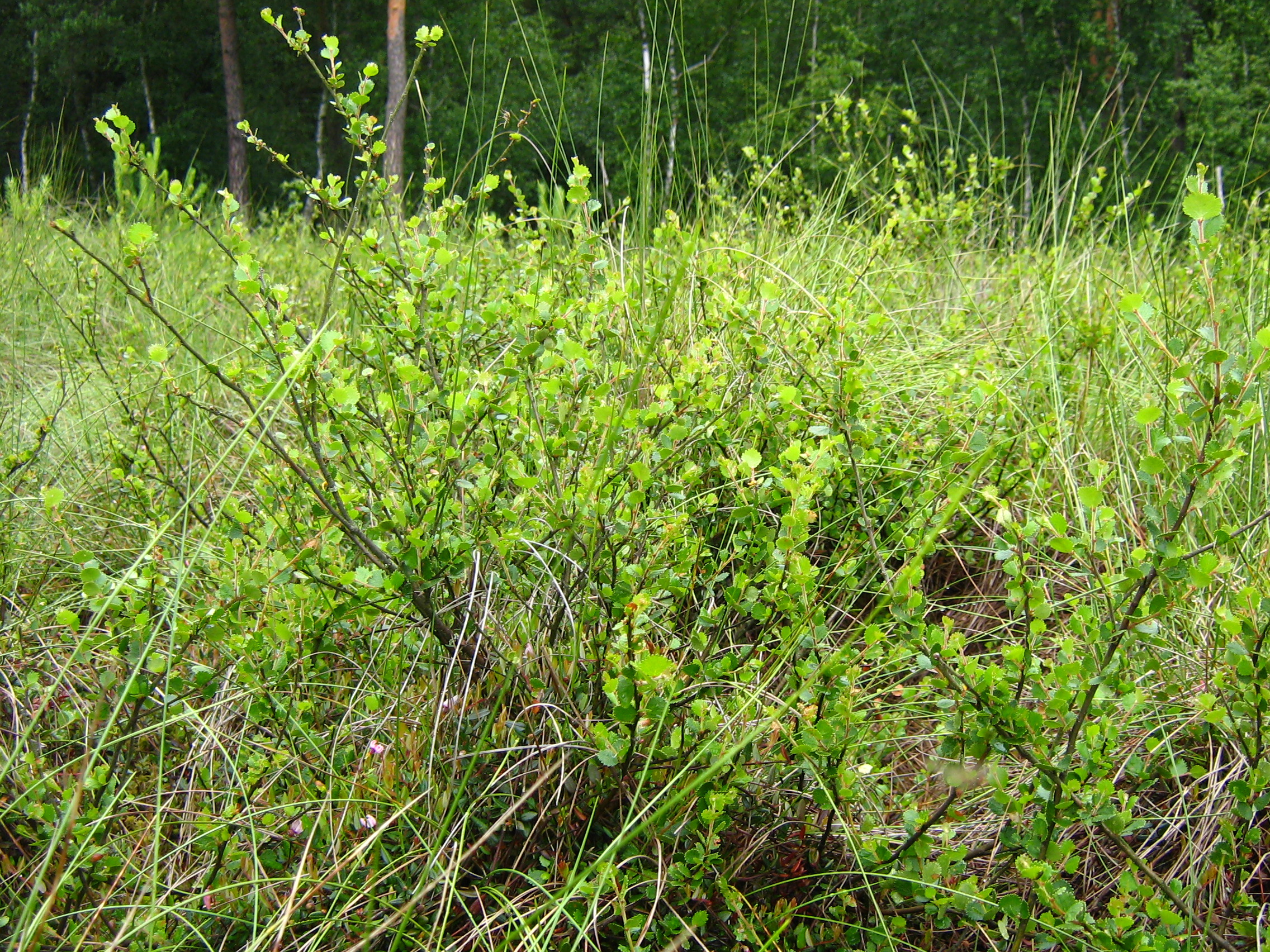
Brzoza karłowata w rezerwacie Linje – jedyne stanowisko na Niżu Polskim

Rezerwat przyrody Linje – rezerwat torfowiskowy o powierzchni 12,70 ha, położony w województwie kujawsko-pomorskim, powiecie bydgoskim, gminie Dąbrowa Chełmińska.
Na mocy planu ochrony ustanowionego w czerwcu 2013, cały obszar rezerwatu podlega ochronie czynnej.

## Lokalizacja
Pod względem fizyczno-geograficznym rezerwat znajduje się w mezoregionie Pojezierze Chełmińskie. Znajduje się w Nadleśnictwie Toruń, przy linii kolejowej nr 209, między miejscowościami Gzin i Dąbrowa Chełmińska. Rezerwat jest położony na płaskim terenie, w obrębie Nadwiślańskiego Parku Krajobrazowego stanowiącego część Zespołu Parków Krajobrazowych nad Dolną Wisłą.

## Historia
Odkrywcą występującej w tym miejscu brzozy karłowatej – reliktu epoki lodowcowej był w 1837 roku toruński nauczyciel J. Nowicki, jednak sposób w jaki określił jego lokalizację nie pozwalał na ustalenie jego położenia przez kolejne 60 lat, tj. do czasu jego ponownego odkrycia przez miejscowego leśniczego. W 1894 roku po oddaniu do użytku mostu fordońskiego przez Wisłę, w sąsiedztwie torfowiska budowano linię kolejową z Fordonu do Chełmży. Wtedy to teren częściowo odwodniono, kopiąc głębokie rowy, a wodę odprowadzono przepustem pod torowiskiem. Rozpoczęto również eksploatację torfu. Wkrótce jednak prace te przerwano za sprawą leśniczego, który odkrył nieznany krzew i powiadomił o swoim znalezisku prof. Hugo Conventza. Było to w tym samym roku, w którym uruchomiono szlak kolejowy. Po wydobyciu torfu pozostały podłużne doły.
10 lipca 1956 roku na mocy Zarządzenia nr 273 Ministra Leśnictwa utworzono na tym terenie rezerwat przyrody.

### Obszar Natura 2000
W sierpniu 2007 roku centralną część rezerwatu „Linje”, objętą wówczas ochroną ścisłą, zaproponowano do włączenia w sieć Natura 2000, jako obszar mający znaczenie dla Wspólnoty. Decyzją Komisji Europejskiej z grudnia 2008 obszar został zatwierdzony jako OZW – torfowisko przejściowe ważne dla różnorodności biologicznej Polski. Rozporządzenie Ministra Środowiska z 9 lutego 2017 formalnie zatwierdziło specjalny obszar ochrony siedlisk „Torfowisko Linie” (PLH0400202) o powierzchni 5,27 ha.

## Charakterystyka
Zasadnicza część rezerwatu „Linje” obejmuje torfowisko o powierzchni 5,95 ha, które zajmuje bezodpływowe zagłębienie wytopiskowe. Jest ono opisywane jako torfowisko wysokie, choć postulowane jest określenie go jako ubogie torfowisko mszarne. Roślinność typowa jest dla torfowisk przejściowych. Miąższość osadów biogenicznych sięga 11,9 m. Główny obiekt ochrony w rezerwacie – brzoza karłowata jest reliktem epoki lodowcowej. Tworzy ona tu zwarte zarośla w zmieszaniu z bagnem zwyczajnym i borówką bagienną, o powierzchni około 0,60 ha w środkowej części rezerwatu. W Polsce brzoza karłowata, oprócz rezerwatu Linje, naturalnie występuje jedynie na dwóch stanowiskach w Sudetach. Jest to krzew o wysokości 50–60 cm, charakterystyczny dla tundry północnej.
W skład roślinności rezerwatu wchodzą głównie torfowce. Towarzyszą im rośliny zielne takie jak: wełnianka pochwowata, wełnianka wąskolistna, turzyca nitkowata, turzyca dzióbkowata, turzyca pospolita, modrzewnica zwyczajna. Ciekawymi okazami są również rosiczka okrągłolistna oraz wątlik błotny. Drzewom brzozy brodawkowatej towarzyszą okazy skarlałej sosny torfowej, krzewy brzozy omszonej oraz inne gatunki spotykane na torfowiskach przejściowych. Powierzchnia leśna, tworząca opaskę rezerwatu reprezentowana jest przez drzewostan wprowadzony sztucznie. Dominującym gatunkiem jest dąb bezszypułkowy z domieszką brzozy oraz sosny, olsza czarna oraz osika. W podłożu licznie występują żmije.
Ze względu na różnice w warunkach hydrologicznych, zachodni i wschodni okrajek torfowiska mają różną roślinność. Na okrajku, z którego woda drenowana jest przez wydmę roślinność jest uboższa, kwaśnolubna, bardziej typowa dla torfowisk wysokich, podczas gdy na okrajku gliniastym bardziej typowa dla torfowisk niskich. Torfowisko jest żywe, tzn. wciąż zachodzi akumulacja torfu.

## Szlaki turystyczne
Tuż obok rezerwatu przebiega  pieszy szlak turystyczny „Rezerwatów Chełmińskich” Bydgoszcz Fordon – Chełmno 48 km. Podążając nim pieszo lub rowerem można zwiedzić rezerwaty rozlokowane na prawym zboczu Doliny Wisły: 
1. Wielka Kępa (leśny),
2. Las Mariański (leśny),
3. Reptowo (faunistyczny),
4. Linje,
5. Płutowo (leśny),
6. Zbocza Płutowskie (stepowy),
7. Góra św. Wawrzyńca (stepowy),
8. Ostrów Panieński (leśny),
9. Łęgi na Ostrowiu Panieńskim (leśny)